# Jacques de la Marche
Jacques de la Marche, né le 1er septembre 1393 à Monteprandone et mort le 28 novembre 1476 à Naples, est un franciscain observant, ascète et prédicateur renommé. Ses activités de légat apostolique et d'inquisiteur l'amènent à parcourir l'Italie et l'Europe centrale, dans le contexte difficile des premières réformes catholiques, des hérésies et de la menace turque à Constantinople. Reconnu saint par l'Église catholique, il est fêté le 28 novembre.

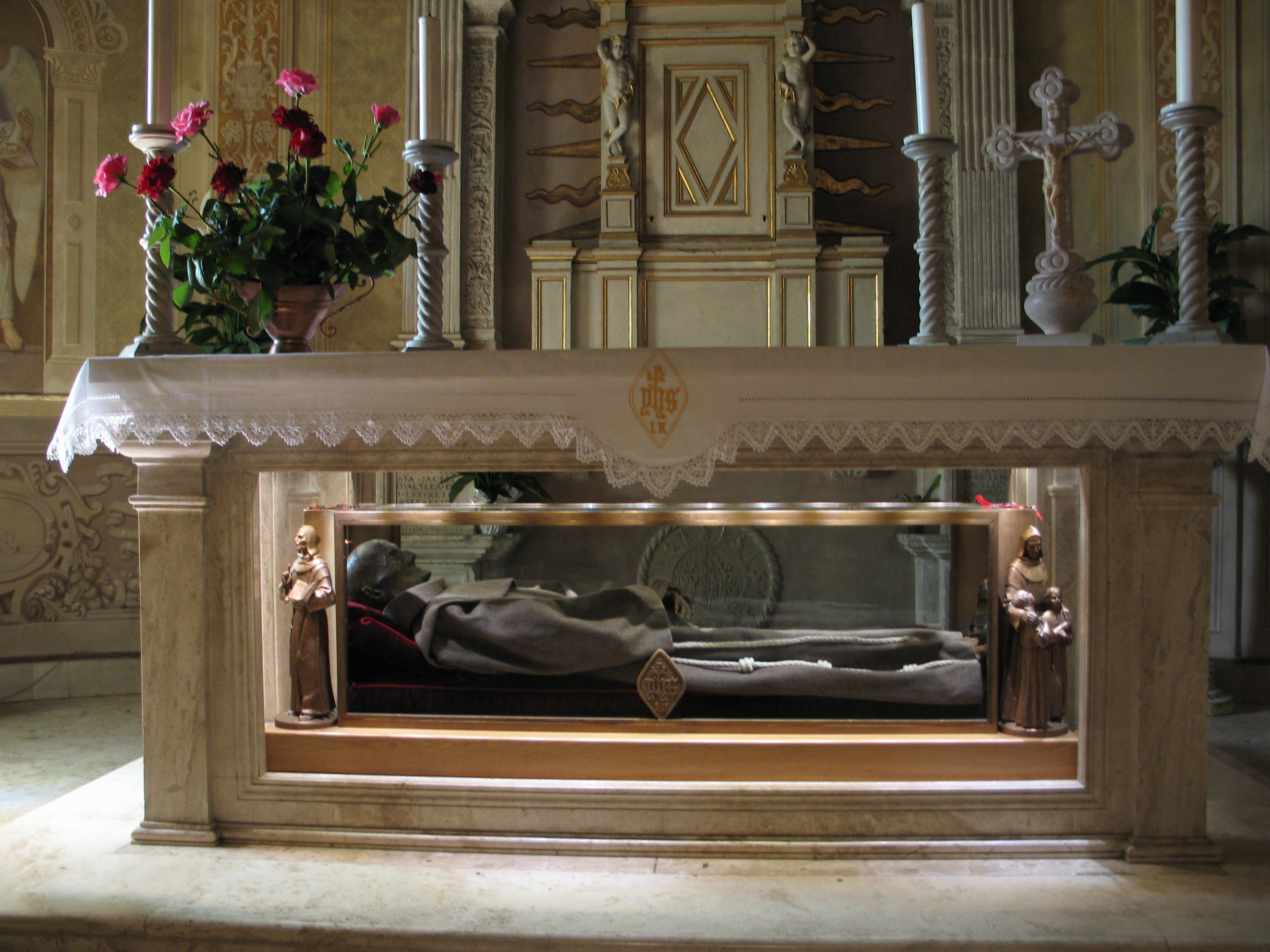
Relique de Jacques de la Marche à Monteprandone.

## Biographie

### Le temps des apprentissages
Celui qui deviendra Jacques de la Marche est né le 1er septembre 1393, dans la région du Monte Alvernia, où François d'Assise reçut les stigmates, plus précisément à Monteprandone, dans la Marche d'Ancône (Italie). Des premières études à Ascoli Piceno, il passe ensuite à Pérouse, où il poursuit une formation universitaire en droit civil. En 1412, il exerce les fonctions de juge à Bibbiena (Toscane), puis de secrétaire communal à Florence. En 1415, c'est cependant à Assise, au couvent de la Portioncule, qu'il entre chez les franciscains de l'observance, où il reçoit le nom de Jacques (que l'on fera suivre de son lieu d'origine, la Marche). Au terme d'un noviciat accompli à l'ermitage des Carceri, il fait sa profession religieuse le 1er août 1416, avant d'être ordonné prêtre à San Miniato dans la province de Pise, en 1422. Commence alors pour ce jeune religieux zélé, une grande carrière de prédicateur, dans le contexte troublé du XVe siècle.

### Le contexte historique
Les premiers succès oratoires de Jacques attirent l'attention du pape Martin V, qui le mandate officiellement, le 11 octobre 1426, pour lutter contre les hérésies sur le territoire italien. À cette époque, le catholicisme est en crise. Avec Martin V, vient à peine de se clore la période du Grand Schisme d'Occident, dont l'Église sort affaiblie et discréditée. Bon nombre de groupes contestataires, aux doctrines jugées hétérodoxes, relèvent la tête, tandis que le pouvoir pontifical continue à être fragilisé par le conciliarisme, théorie selon laquelle un concile est supérieur à un pape. Du moins conciles et papes tombent-ils d'accord sur la nécessité d'une réforme. Mais encore faut-il s'en donner les moyens.
À cet effet, l'Observance va se consacrer aux prédications populaires. N'est-elle pas née, dans l'ordre franciscain, d'un désir de renouveau et de ferveur ? De plus, elle marque son attachement indéfectible aux autorités ecclésiastiques, ce qui est loin d'être le cas pour d'autres mouvements, tels les fraticelles, qui revendiquent, à l'intérieur du franciscanisme, l'héritage des spirituels, attachés à une pauvreté radicale. À ces difficultés internes s'ajoute, à partir de 1453, la menace turque sur l'Europe. Tel sera donc le terrain de lutte pour Jacques de la Marche, situé, aussi bien historiquement que moralement, entre les Croisades et la Contre-Réforme.

### Les missions en Europe

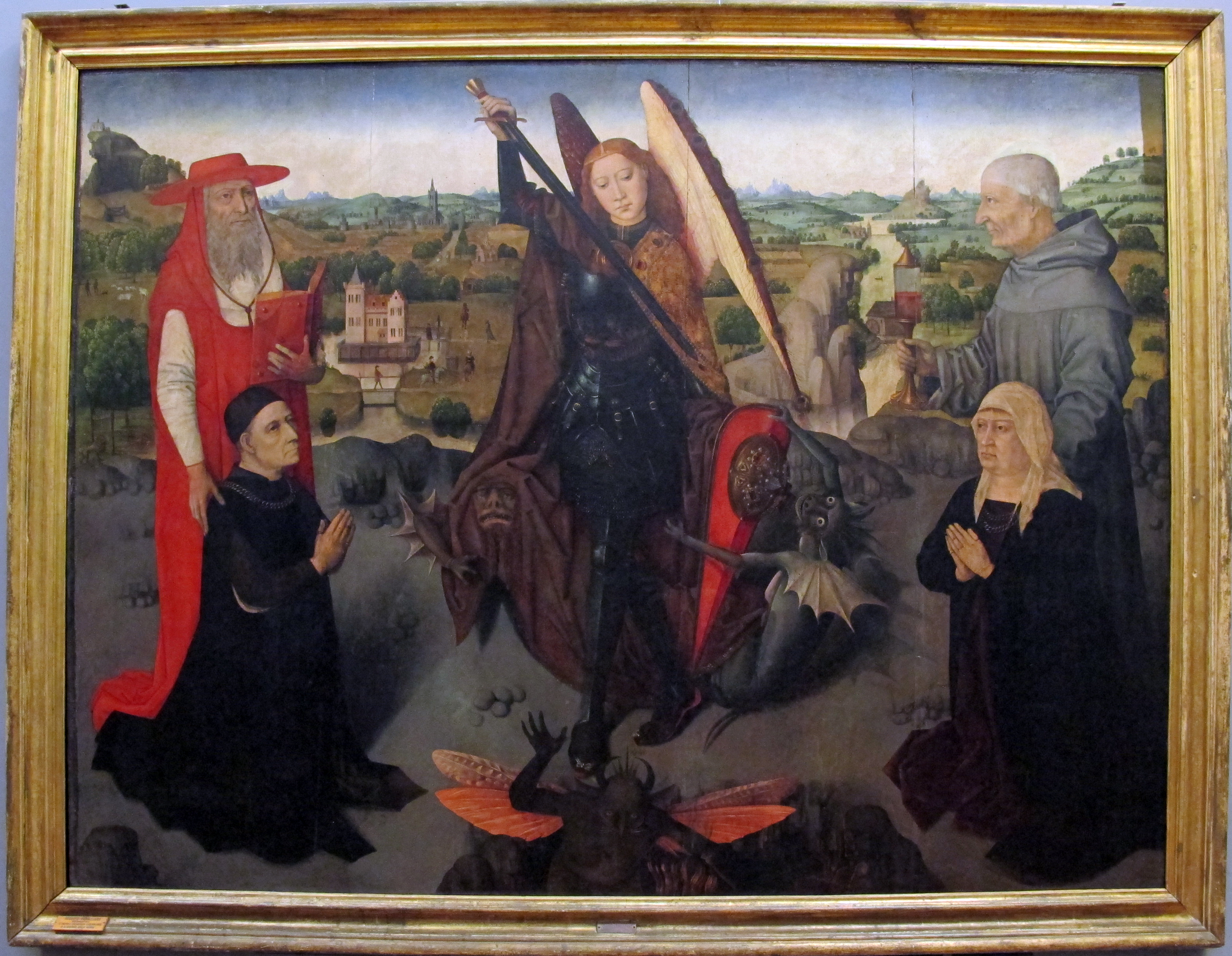
Entourant saint Michel, dans ce tableau italo-flamand, de gauche à droite saint Jérôme et saint Jacques de la Marche.

Devenu légat apostolique pour l'Europe centrale, ce qui lui permet d'y fonder des couvents de l'Observance, il se retrouve à Prague, face aux Hussites, qui ont été condamnés au concile de Constance (1414-1418), mais avec lesquels on espère aboutir à une solution diplomatique (ce qui adviendra, avec les plus modérés, en 1433). Jacques est ensuite nommé, le 1er avril 1432, commissaire général de l'Observance en Bosnie ; sans doute est-ce à cette époque qu'il y réconcilie les franciscains conventuels avec ceux de l'Observance.
Le 22 avril 1436, le pape Eugène IV lui confie une nouvelle mission en Europe centrale : celle d'inquisiteur pour l'Autriche et la Hongrie. Il participe au concile de Ferrare-Florence, où, à l'arrivée de l'ambassade grecque, venue implorer du secours contre la menace turque, sera évoquée la possibilité d'une réunion des Églises orientale et occidentale ; puis, il réintègre la Hongrie, le 1er décembre 1438.
De retour en Italie deux ans plus tard, il rencontre à nouveau le pape, et retrouve alors deux autres prédicateurs fameux de l'Observance : Bernardin de Sienne, qu'il considère comme son père spirituel, et Jean de Capistran, son alter ego, lequel s'illustrera dans la croisade contre les Turcs lancée par le pape Calixte III en 1456. Sous le pontificat de celui-ci, Jacques reprend, en 1457, ses activités d'inquisiteur en Hongrie, dans le cadre de la lutte contre l'hérésie des Bogomils. En 1549, le pape Pie II l'invite au concile de Mantoue, où sera décidée une nouvelle croisade contre les Turcs, projet qui s'avérera sans lendemain.

### Les activités en Italie et l'année ultime

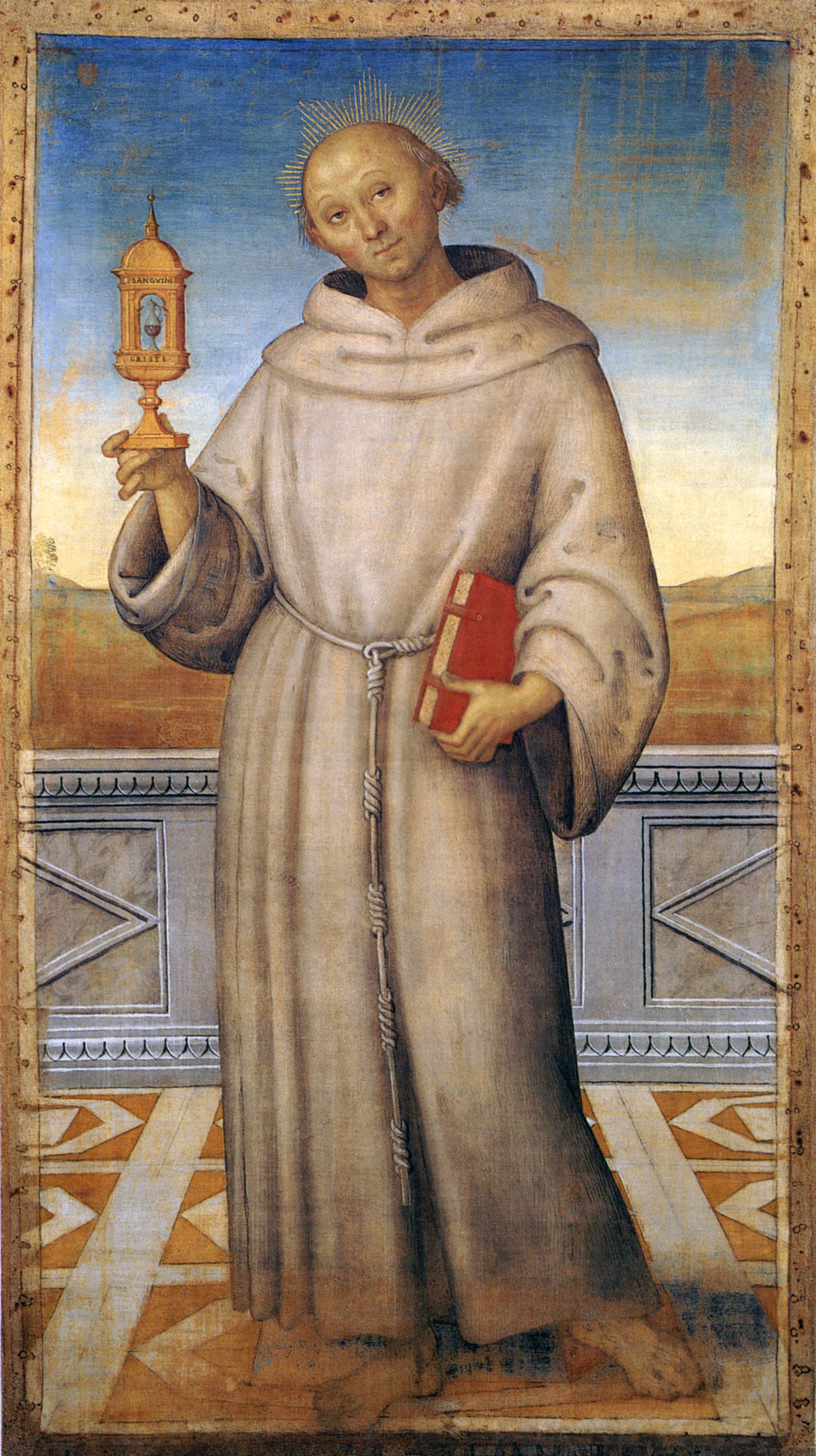
Jacques de la Marche, par Le Pérugin.

Parallèlement à cette carrière internationale au service de la papauté, Jacques, qui reprend ses tournées de prédication en Italie depuis 1440, s'intéresse de près à la vie associative dans les communes italiennes. C'est ainsi qu'il réconcilie les villes d’Ascoli et de Fermo en 1446 et 1463, compose des statuts juridiques pour onze cités, entreprend l'érection de confréries, mais aussi le creusement de puits et de citernes publiques, sans compter la construction de bibliothèques, de couvents et d'églises, parmi lesquelles le sanctuaire Maria Santissima del Lattani, en 1430, à Roccamonfina. En 1475, le pape Sixte IV l'envoie à Naples, en mission diplomatique à la cour du roi Ferdinand. Il s'établit alors dans cette ville, non au couvent de l'Observance, mais dans la solitude la plus complète, pour échapper enfin à une trop grande popularité. De fait, gravement affaibli par le surmenage, la maladie, et le grand âge, c'est à Naples qu'il décède, le 28 novembre 1476.

## Postérité

### Culte
Jacques de la Marche est béatifié le 12 août 1624 par le pape Urbain VIII, et canonisé par Benoît XIII le 10 décembre 1726. Après avoir été longtemps conservé à Naples, dans l'église du couvent Santa Maria la Nova, son corps, sera transféré, en 2001, au sanctuaire Santa Maria delle Grazie, qu'il avait fondé à Monteprandone, en 1449. On peut toujours le vénérer, dans une châsse, car il n'a pas connu la corruption. Saint Jacques est le patron de la cité de Montepradone, le deuxième patron de Mantoue, et l'un des patrons de Naples.
Il est également invoqué par les personnes qui souffrent de la goutte, ayant été lui-même sujet à ce mal. Ce n'est pas pour cela qu'il est souvent représenté exhibant une monstrance (ostensoir) ou une coupe remplie de vin. Il s'agirait plutôt d'une référence à un épisode de son séjour à Prague, où des hérétiques ayant accepté de se convertir à la condition de lui voir faire un miracle, il aurait absorbé sous leurs yeux un liquide empoisonné. À moins qu'il ne faille y voir une allusion à l'utraquisme, les hussites revendiquant la communion sous les deux espèces, alors que Rome réserve la coupe aux prêtres célébrants.

### Spiritualité
La nécessité de faire passer la réforme in capite et membris, du haut en bas de l'échelle, incite les prédicateurs de l'Observance à payer de leur personne en donnant l'exemple d'une ascèse inouïe et d'un infatigable apostolat. Comme ils ont cherché à impressionner les consciences, une sorte de légende s'est bâtie autour de leurs personnalités charismatiques, légende relayée par les hagiographes ultérieurs, qui auront tendance à sacraliser la quantité (de conversions, de souffrances, voire d'attentats contre leur personne).
L'histoire de la spiritualité, quant à elle, retiendra que Jacques de la Marche a propagé la dévotion au saint Nom de Jésus, mise à l'honneur par son maître Bernardin de Sienne. À travers celle-ci, il s'agissait de résumer, en un substantif, l'humanité divine du Christ, dans toute sa densité dogmatique, spirituelle et morale, afin de lutter contre les hérésies et le relâchement des mœurs ; mais aussi de marquer, dans le même but propagandiste, l'appartenance chrétienne, au moyen d'un emblème : le trigramme IHS (premières lettres de Jésus en grec, ou acronyme de Iesus Hominum Salvator), qui sera repris, quelque temps plus tard, par Ignace de Loyola pour sa Compagnie de Jésus.

### Bibliographie

Confessione, 1476

## Source
- (it) Cet article est partiellement ou en totalité issu de l’article de Wikipédia en italien intitulé « San Giacomo della Marca » (voir la liste des auteurs).

#### Étude(s) en français
- P. Fr. Lachère, La vie de Saint Jacques de la Marche, religieux-prêtre de la régulière Observance de saint François, Dijon, Joseph Sirot, 1728.

#### Études en italien
- San Giacomo della Marca e l'altra Europa. Crociata, martirio e predicazione nel Mediterraneo Orientale (secc. XIII-XV). Atti del Convegno Internazionale di studi (Monteprandone, 24-25 novembre 2006). A cura di Fulvia Serpico, Firenze, Sismel - Edizioni del Galluzzo, 2007 (Società internazionale per lo studio del Medioevo latino)
- Francesco Pirani, Armonie Picene, in Medioevo, De Agostini Periodici, X, 2008, pag. 102.
- Biografia e agiografia di san Giacomo della Marca. Atti del Convegno Internazionale di Studi (Monteprandone, 29 novembre 2008). A cura di Fulvia Serpico, Firenze, Sismel - Edizioni del Galluzzo, 2010 (Società internazionale per lo studio del Medioevo latino)
- Giacomo della Marca tra Monteprandone e Perugia. Lo «Studium» del Convento del Monte e la cultura dell'Osservanza francescana. Atti del Convegno Internazionale di Studi (Monteripido, 5 novembre 2011). A cura di Fulvia Serpico e Luigi Giacometti, Firenze, Sismel - Edizioni del Galluzzo, 2012 (Società internazionale per lo studio del Medioevo latino)